# Enrique XXXV de Schwarzburgo-Sondershausen
Enrique XXXV de Schwarzburgo-Sondershausen (Sondershausen, 8 de noviembre de 1689-Fráncfort del Meno, 6 de noviembre de 1758), apodado Príncipe de los diamantes, fue desde 1713 hasta 1740 príncipe de Schwarzburgo-Keula (un pequeño infantado), y príncipe reinante de Schwarzburgo-Sondershausen desde 1740 hasta su muerte.

## Biografía
El príncipe Enrique XXXV era hijo del príncipe Cristián Guillermo I de Schwarzburgo-Sondershausen (1647-1721) y de su esposa, Guillermina Cristiana (1658-1712), una hija del duque Juan Ernesto II de Sajonia-Weimar.
Como segundo hijo, Enrique XXXV, bajo los términos de un tratado de herencia y sucesión cerrado en 1713, no tenía derechos sobre Schwarzburgo-Sondershausen, sino sobre un pequeño infantado. Cuando recibió Schwarzburgo-Keula, se molestó con su familia, incluidos sus parientes, y dejó el principado. Se asentó en una finca rural en Bürgel y mantuvo buenos contactos con su tío, el duque Guillermo Ernesto de Sajonia-Weimar.
Su hermanastro, Gunter XLIII, murió sin descendencia en 1740 y Enrique XXXV le sucedió como príncipe reinante. Residió en el castillo de Sondershausen y en la ciudad comercial de Reichelsheim.
Aunque la guerra de los Siete Años hizo estragos durante su reinado, hizo poco con sus súbditos. Era derrochador y le encantaba la ostentación de su riqueza. Por ejemplo, poseía una colección de diamantes valorados en medio millón de táleros, recibiendo el sobrenombre de Príncipe de los diamantes. También era un apasionado coleccionista de carruajes. Poseía 37 carrozas, incluyendo dos magníficos ejemplares franceses. Su Carroza de Estado Dorada se exhibe en la actualidad en el castillo de Sondershausen.
Enrique XXXV fue el más controvertido gobernante de su dinastía. Se encontraba muy alejado emocionalmente de sus súbditos y viajaba muy a menudo fuera del principado. Por causa de su tensa relación con sus parientes, dejó sus posesiones alodiales al duque de Sajonia-Coburgo.
Murió sin contraer matrimonio en 1758 y fue sucedido por Cristián Gunter III de Schwarzburgo-Sondershausen, el hijo mayor de su hermano menor, Augusto I.